# Egawa Suguru no Super League CD
Egawa Suguru no Super League CD (江川卓のスーパーリーグＣＤ) est un jeu vidéo de baseball sorti en 1993 sur Mega-CD. Le jeu a été développé et édité par Sega. Il est sorti uniquement au Japon.